# هنري كوزينز شامبرز
هنري كوزينز شامبرز هو محامي وسياسي أمريكي، ولد في 26 يوليو 1823 في مقاطعة ليمستون في الولايات المتحدة، وتوفي في 1 مايو 1871. نشط حزبياً في الحزب الديمقراطي. وقد انتخب عضو مجلس نواب مسيسيبي ‏.